# Worlds Apart (album de Subhumans)
Worlds Apart est le troisième album du groupe anarcho-punk britannique Subhumans sorti en 1985 sur le label Bluurg. Il a été enregistré du 10 au 16 avril 1985 aux Woodlands Studio. Il a été publié peu de temps après la séparation initiale du groupe en 1985. La couverture est l'œuvre de Nick Lant ,,,

## Liste des chansons
1. "33322" - 1:21
2. "British Disease" - 2:40
3. "Heads of State" - 2:30
4. "Apathy" - 2:43
5. "Fade Away" - 2:55
6. "Businessman" - 2:02
7. "Someone Is Lying" - 4:24
8. "Pigman" - 2:32
9. "Can't Hear the Words" - 1:52
10. "Get to Work on Time" - 3:05
11. "Carry on Laughing" - 3:15
12. "Straightline Thinking" - 2:55
13. "Ex-Teenage Rebel" - 4:40
14. "Powergames" - 3:33
15. "33322" - 1:59